# Uramita (ort)
Uramita är en ort i Colombia.   Den ligger i departementet Antioquía, i den nordvästra delen av landet, 300 km nordväst om huvudstaden Bogotá. Uramita ligger 648 meter över havet och antalet invånare är 2 292.
Terrängen runt Uramita är kuperad söderut, men norrut är den bergig. Uramita ligger nere i en dal. Runt Uramita är det ganska glesbefolkat, med 28 invånare per kvadratkilometer. Närmaste större samhälle är Frontino, 14,9 km söder om Uramita. I omgivningarna runt Uramita växer i huvudsak städsegrön lövskog.